# Colombia, Cuba
Colombia là một đô thị và thành phố ở tỉnh Las Tunas của Cuba. Thành phố này nằm ở phía tây tỉnh, 10 ki-lô-mét (6 mi) về phía nam Guáimaro.
Sông Tana chảy qua đô thị này.

## Thông tin nhân khẩu
Năm 2004, đô thị Colombia có dân số 32.942 người. Diện tích là 563 km² (217,4 mi²), với mật độ dân số là 58,5người/km² (151,5người/sq mi).